# Mané Galinha
Manoel Machado Rocha, mais conhecido como Mané Galinha (Rio de Janeiro, 12 de maio de 1952 – Rio de Janeiro, 30 de setembro de 1979) foi um criminoso brasileiro que dominava parte do então sub-bairro Cidade de Deus (que viraria favela), na cidade do Rio de Janeiro no final dos anos 1970.
Ficou mais conhecido em 2002, ao ser retratado no filme Cidade de Deus onde é interpretado por Seu Jorge, que o mostra combatendo outro criminoso, Zé Pequeno (José Eduardo Barreto Conceição) inimigo declarado dele por vingança do estupro da sua esposa. Embora o Mané Galinha do filme seja inspirado no bandido real, ele foi retratado de forma semificcional.

## Biografia
Mané Galinha iniciou sua carreira criminosa como assaltante quando ainda era menor e foi preso inúmeras vezes. Aos 18 anos, ingressou no Exército Brasileiro, onde serviu por alguns anos no batalhão de infantaria. Destacou-se como o melhor atirador combatente de sua unidade no ano de sua incorporação.
Em determinado momento, a namorada de Mané Galinha foi brutalmente violentada pelo bando de Zé Pequeno, após ela recusar o pedido de namoro de Zé quando o casal foi sequestrado. Movido pela busca por justiça, Mané entrou no local onde o bando de Zé Pequeno estava e disparou dezenas de tiros, resultando na morte de dois membros e na fuga de dezenas de outros. Após o ataque a tiros se espalhar rapidamente pelo bairro, um líder do tráfico de drogas, constantemente assediado pela quadrilha de Zé Pequeno para entregar sua boca de fumo, convidou Mané a se juntar ao bando. Inicialmente relutante, Mané acabou aceitando. Os eventos são retratados no filme Cidade de Deus.[carece de fontes?]
Em pouco tempo, devido à sua notoriedade, Mané Galinha tornou-se o líder de seu grupo, praticando assaltos em bairros nobres e bancos para adquirir armas e financiar suas operações. Ele começou a atacar a quadrilha de Zé Pequeno na Cidade de Deus, visando assumir o controle das áreas do bairro e das bocas de fumo do rival. O grupo liderado por Mané Galinha foi o primeiro no crime organizado da cidade a adquirir, de forma ilícita, armas de grosso calibre, como escopetas, metralhadoras e fuzis, diferenciando-se dos bandidos que, até então, usavam apenas revólveres.[carece de fontes?]
Uma característica comum entre o Mané Galinha real e o personagem do filme é o fato de ser querido pela comunidade, apesar de ser um criminoso, contrastando com o temor provocado por seu inimigo, Zé Pequeno. Conhecidos contemporâneos do criminoso afirmam que ele começou a enfrentar problemas emocionais após inadvertidamente matar uma menina na Cidade de Deus durante um tiroteio.[carece de fontes?]
Em 22 de maio de 1979, Mané Galinha foi detido pelos policiais do 32º Distrito Policial de Jacarepaguá, próximo à Cidade de Deus, mas foi posteriormente libertado por ordem judicial.

## Assassinato
Em 30 de setembro de 1979, Zé Pequeno e sua quadrilha dirigiram-se à residência de Mané Galinha após descobrirem seu verdadeiro endereço. Ao vê-lo saindo, surpreenderam-no e o alvejaram com múltiplos tiros na frente de seus pais e irmãos mais novos, evento que inspirou uma cena no filme Cidade de Deus, na qual o irmão de Mané Galinha é morto após esfaquear Zé Pequeno.[carece de fontes?]
Após o assassinato de Mané Galinha, o criminoso conhecido apenas como Aílton Batata assumiu a liderança de sua quadrilha e jurou vingar a morte de Mané Galinha durante a guerra contra Zé Pequeno e Luís Carlos de Oliveira Lelis (Bingo de Torneira).
Em 8 de março de 1980, um membro da quadrilha de Zé Pequeno chamado Jorge Rodrigue Barbosa, o Timbó (nascido em 1954), que dominava a quadra 13 (Triagem) no bairro, foi detido por policiais do Destacamento de Policiamento Ostensivo da PM da Cidade de Deus após denúncias anônimas. Ele confessou ter disparado dois tiros fatais contra o rosto de Mané Galinha e também admitiu ter matado outros dois bandidos conhecidos na época, Gilson Guedes da Silva, o Índio, e Jairzinho. Em sua defesa, Timbó afirmou: "todos os que matei eram bandidos, se for preciso mato mais 20 ou 30".

## Família
Mané Galinha tinha pai, mãe e irmãos mais novos, incluindo Gelson Machado da Rocha (?-5 de março de 1980), que tentou liderar o grupo anteriormente chefiado por seu irmão (posteriormente sucedido por Aílton Batata) e foi assassinado por Vanderley de Oliveira, o Belei, depois de incendiar a casa dele.